# MG A
La MGA è una vettura sportiva prodotta dalla MG, parte della British Motor Corporation, dal 1955 al 1962.

## Storia del modello
La MGA ha sostituito le vecchie MG serie T e rappresentò un cambio di rotta radicale rispetto alle vetture precedenti.
La progettazione risale al 1951, quando il progettista MG, Sidney "Syd" Enever, creò una carrozzeria in alluminio più aerodinamica per la MG TD che George Phillips avrebbe schierato alla 24 Ore di Le Mans. Alla maratona francese la vettura di Phillips e Alan Rippon si ritirò per un guasto al motore ma dopo aver condotto la propria classe ed evidenziato il problema principale con questa vettura, cioè la posizione di guida; il busto del pilota era quasi completamente fuori dalla carrozzeria a causa dell'ingombrante telaio TD.

Per risolvere il problema nel 1952 Syd Enever progettò un nuovo telaio più basso ed efficiente che desse una migliore posizione al guidatore e costruì il prototipo EX 175 da mostrare al presidente della BMC Leonard Lord. Tuttavia egli decise di non metterla in produzione preferendole la più "tradizionale" MG TF, restyling della MG serie-T degli anni '30, principalmente perché due settimane prima aveva firmato un accordo con Donald Healey per produrre la Austin-Healey.

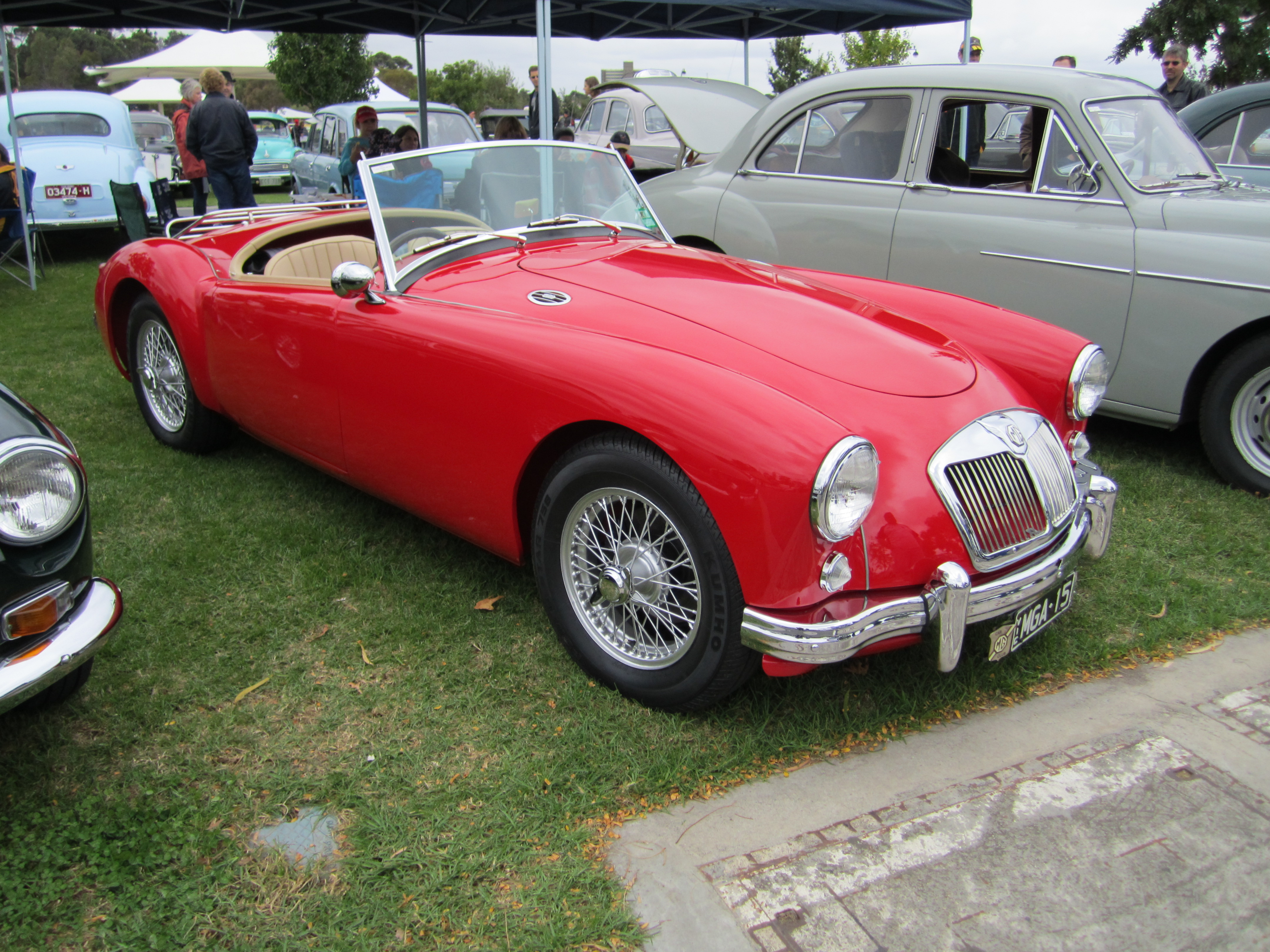
Una MGA 1500 Roadster

Ma i progettisti MG non si arresero e costruirono il successivo prototipo EX 182, molto vicino alla futura MGA di produzione, per competere alla 24 ore di Le Mans 1955. Dei tre prototipi MGA iscritti alla maratona francese due finirono la gara posizionandosi al 12º e 17º posto assoluto, dimostrando il valore della nuova auto, mentre la terza ebbe un incidente ferendo gravemente il pilota Dick Jacobs.
Nel 1955 le vendite deludenti della "tradizionale" MG TF fece cambiare idea alla dirigenza BMC che decise di mettere in produzione il nuovo modello. La vettura, che inizialmente doveva essere battezzata con la lettera successiva alla T, U A, era così diversa dai vecchi modelli che fu chiamata più semplicemente MGA; 1st of a new lineǃ, la prima di una nuova linea, per citare la pubblicità dell'epoca. Sulla MGA venne montata anche una nuova serie di motori, non più i serie XPAG delle serie T originariamente a lei destinati, ma i nuovi serie B dalla BMC che consentirono anche di abbassare la linea del cofano grazie alle dimensioni più compatte.

## MGA 1500

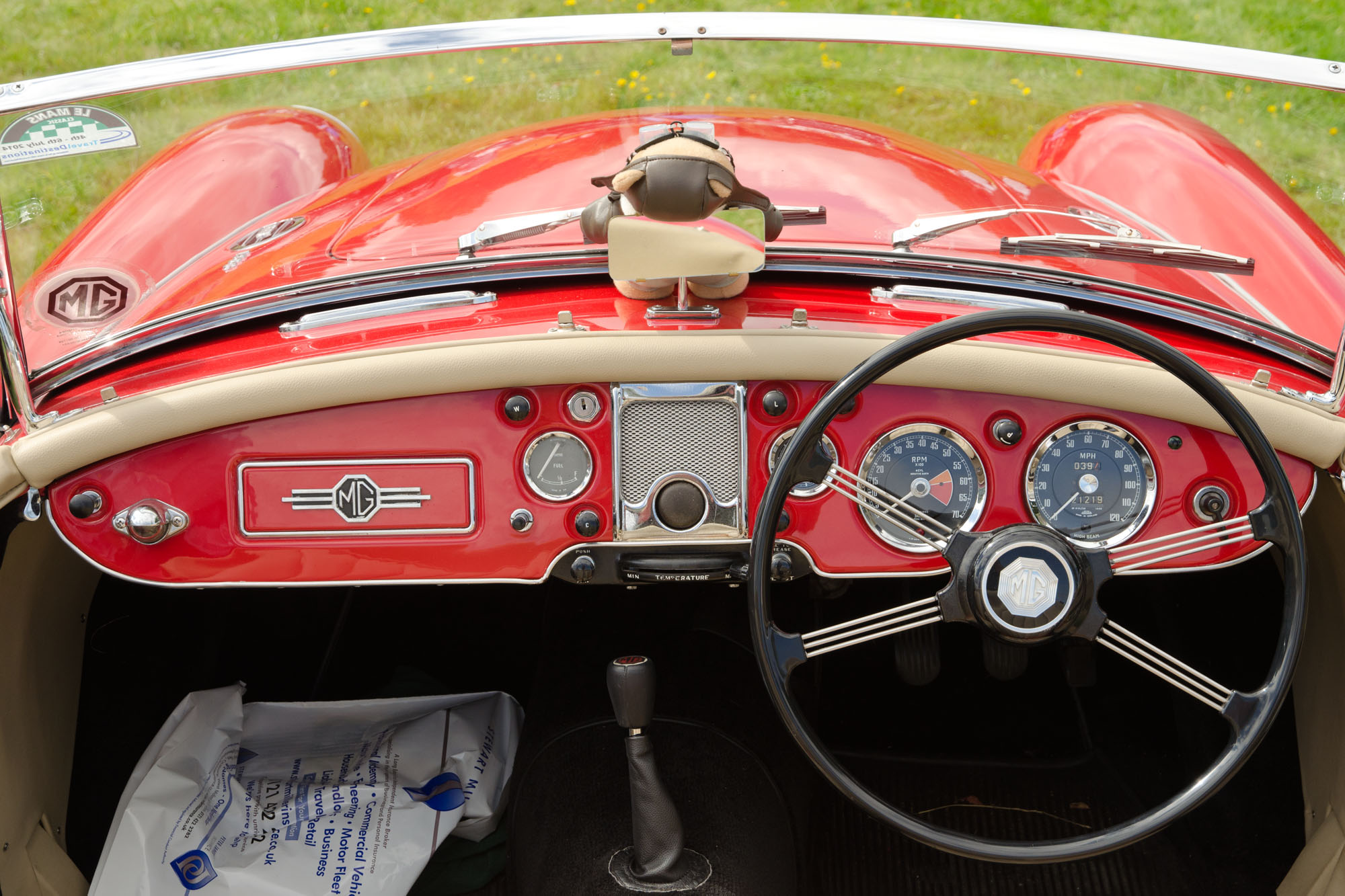
Il posto di guida di una MGA 1600 del 1960 con guida a destra

La prima versione, la MGA 1500, è stata lanciata ufficialmente al Salone dell'automobile di Francoforte del 1955.

Su quella che è una spider con telaio a longheroni, carrozzeria in acciaio e trazione posteriore è montato un motore 4 cilindri in linea serie B 1489 cm³ derivato dalla berlina MG Magnette che sviluppava 68 CV (51 kW) accoppiato ad un cambio a 4 marce. Lo sterzo è a cremagliera e le sospensioni anteriori sono a ruote indipendenti mentre al posteriore a ponte rigido con molle a balestra. Tutte le ruote montavano freni a tamburo Lockheed ma si poteva scegliere tra ruote a raggi o cerchi in acciaio.

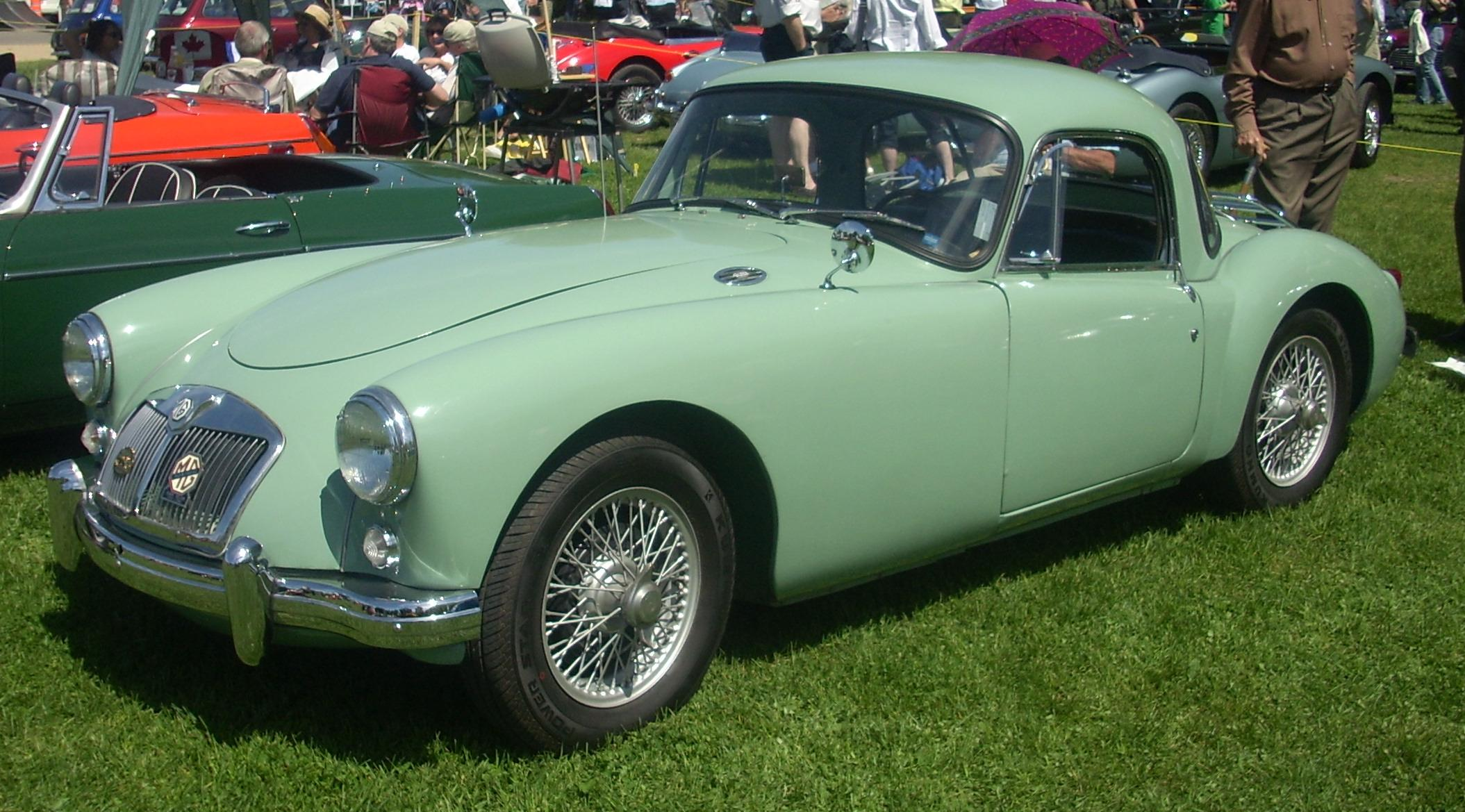
Una MGA 1500 Coupé del 1957

Nel 1956 gli strumenti vennero ridisegnati e venne offerto un hard-top come optional di fabbrica, prima realizzato in alluminio, poi in fibra di vetro ricoperto di vinile nero. Nel novembre 1956 venne lanciata la versione Coupé, con linea identica a quella della roadster con l'hard-top montato, caratterizzata in più da rivestimenti migliori, finestrini discendenti e maniglie delle porte esterne.
Nel 1957 il motore venne potenziato a 72 CV (54 kW) e, compresa la versione coupé, la produzione totale della MGA 1500 raggiunse le 58.750 unità.

## MGA 1600 Twin Cam

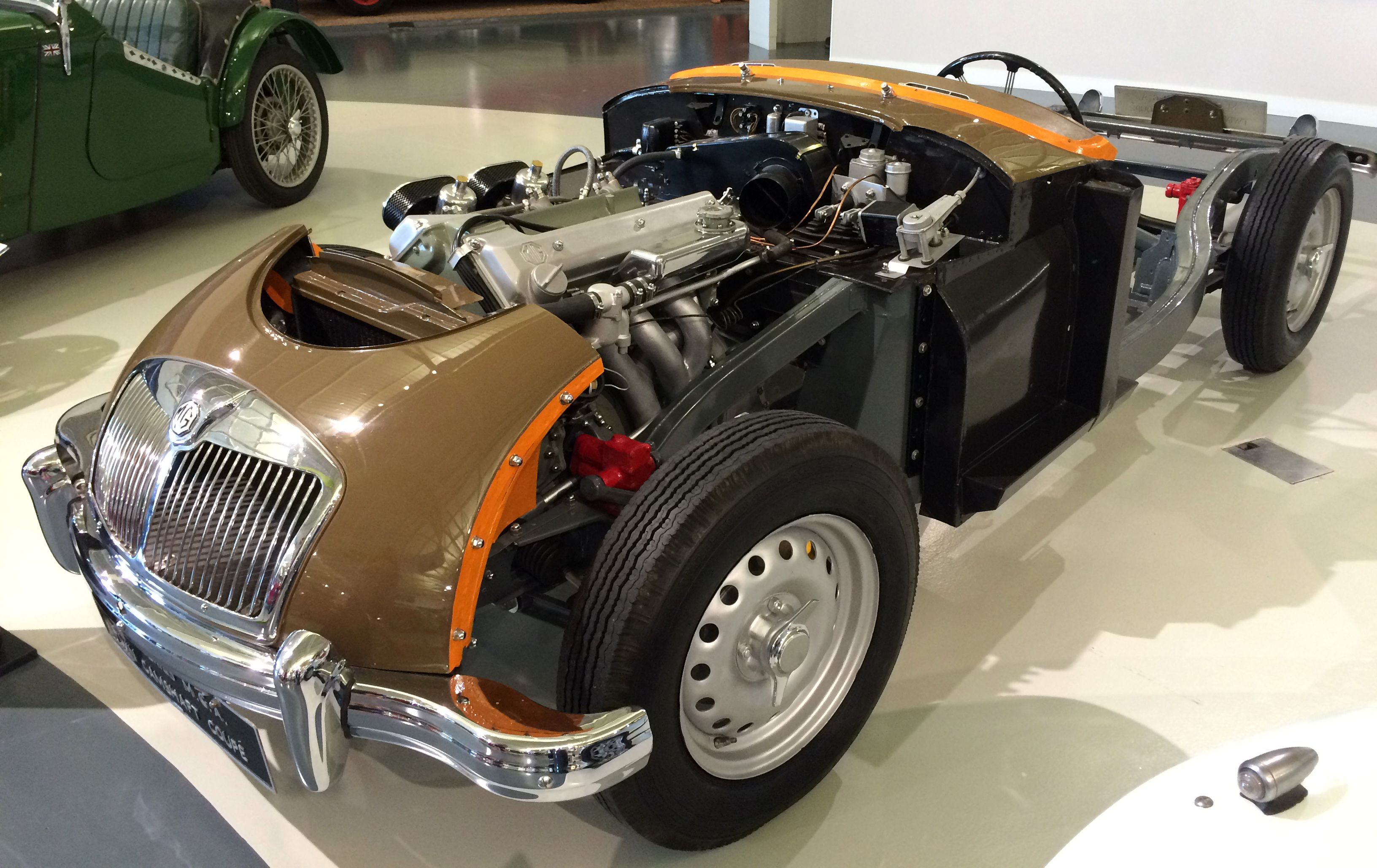
Il telaio nudo di una MGA 1600 Twin Cam, si noti il motore bialbero e i cerchi con gallettone centrale

Nel 1958 entrò in commercio la versione ad alte prestazioni della MGA, la Twin Cam. Sullo stesso motore serie B venne montata una nuova testata bialbero in alluminio per ottenere 108 CV (82 kW) con rapporto di compressione 9,9:1. Furono montati anche quattro freni a disco Dunlop insieme a cerchi con fissaggio a gallettone simili a quelli delle Jaguar D-Type da competizione (non furono mai montati cerchi a raggi sulle Twin Cam). Esternamente, a parte le ruote, l'unico modo per distinguerle dalle normali MGA era un logo "Twin-Cam" vicino allo sfogo d'aria ai lati del cofano
All'interno il cruscotto venne rivestito di vinile e vennero montati sedili De Luxe, più comodi dei precedenti, mentre su tutte le MGA venne montato un cofano leggermente più grande e fu possibile montare i sedili De Luxe a richiesta.
Il motore era noto per i suoi problemi di affidabilità e ciò penalizzò le vendite che non ebbero mai il successo sperato. Ironia della sorte, l'origine del problema fu scoperto solo dopo che la produzione fu terminata e molte Twin Cam restaurate sono oggi più affidabili di allora con un rapporto di compressione ridotto a 8,3:1 e potenza di 100 CV. La produzione terminò nel 1960 dopo che furono prodotte 2.111 unità.

## MGA 1600

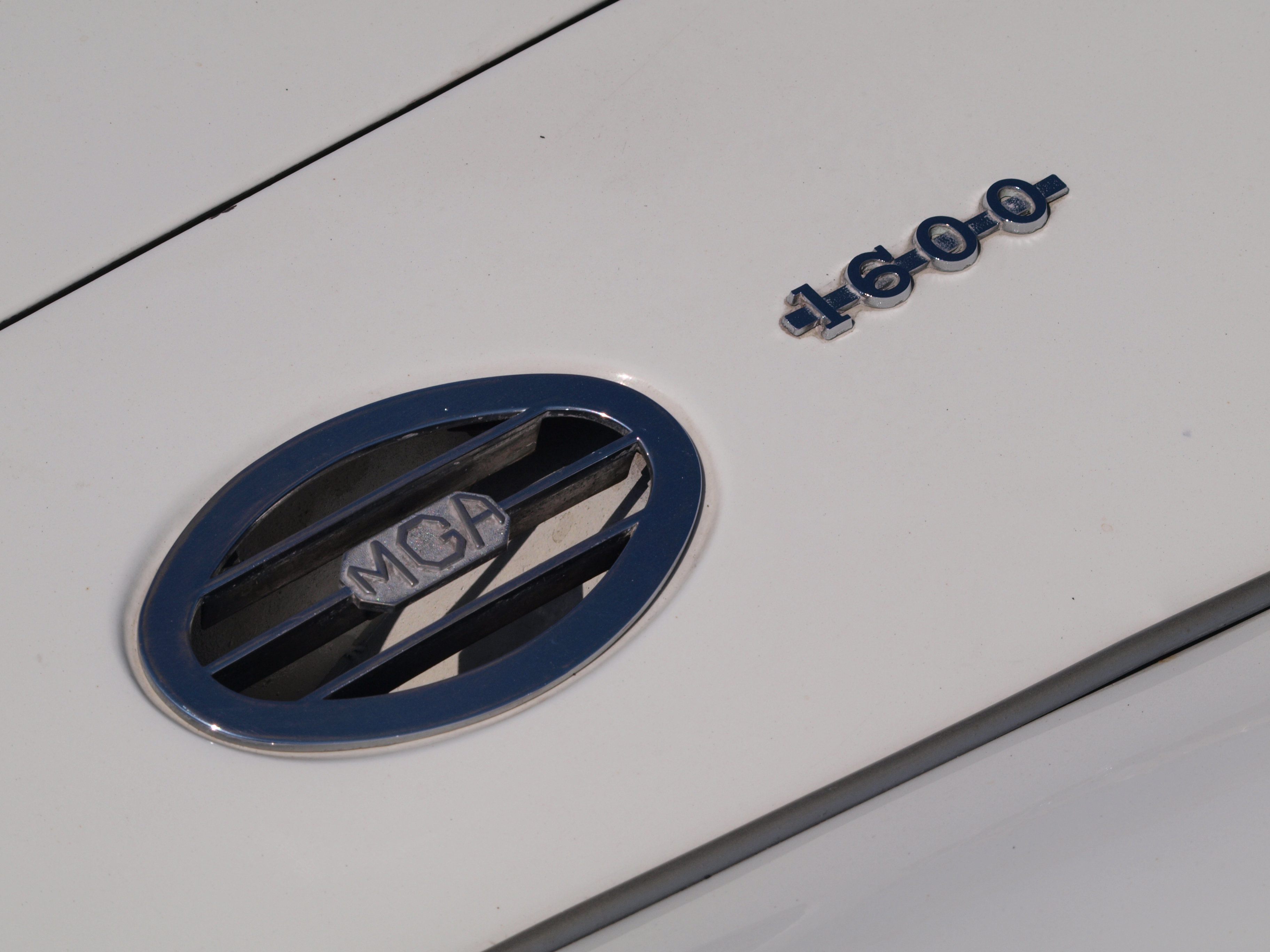
Lo sfogo d'aria ovale di una MGA 1600

Nel maggio del 1959 nacque la MGA 1600 con motore da 80 CV e cilindrata aumentata a 1588 cm³ e con freni a disco Lockheed.
Esternamente la vettura era molto simile alla MGA 1500, ma con alcune piccole differenze: indicatori di direzione anteriori ambra o bianchi (a seconda del mercato) condivisi con luci di posizione bianche, fanali posteriori separati dagli indicatori di direzione, finestrini laterali scorrevoli smontabili e scritta "1600" sul bagagliaio e sul cofano. Furono prodotte 31.501 unità in meno di tre anni.
Furono prodotte 70 roadster e 12 coupé MGA 1600 De Luxe, un allestimento basato sulle restanti scocche Twin Cam, uscita nel frattempo dalla produzione, dotati del normale motore 1.6 litri monoalbero.

## MGA 1600 Mark II
Nel 1961 vennero lanciate le versioni 1600 Mark II e 1600 Mark II De-Luxe, con motore da 90 CV la cui cilindrata fu portata a 1622 cm³ aumentando l'alesaggio da 75,4 mm a 76,2 mm e un rapporto al ponte più alto che rese la guida più rilassata alle alte velocità. 

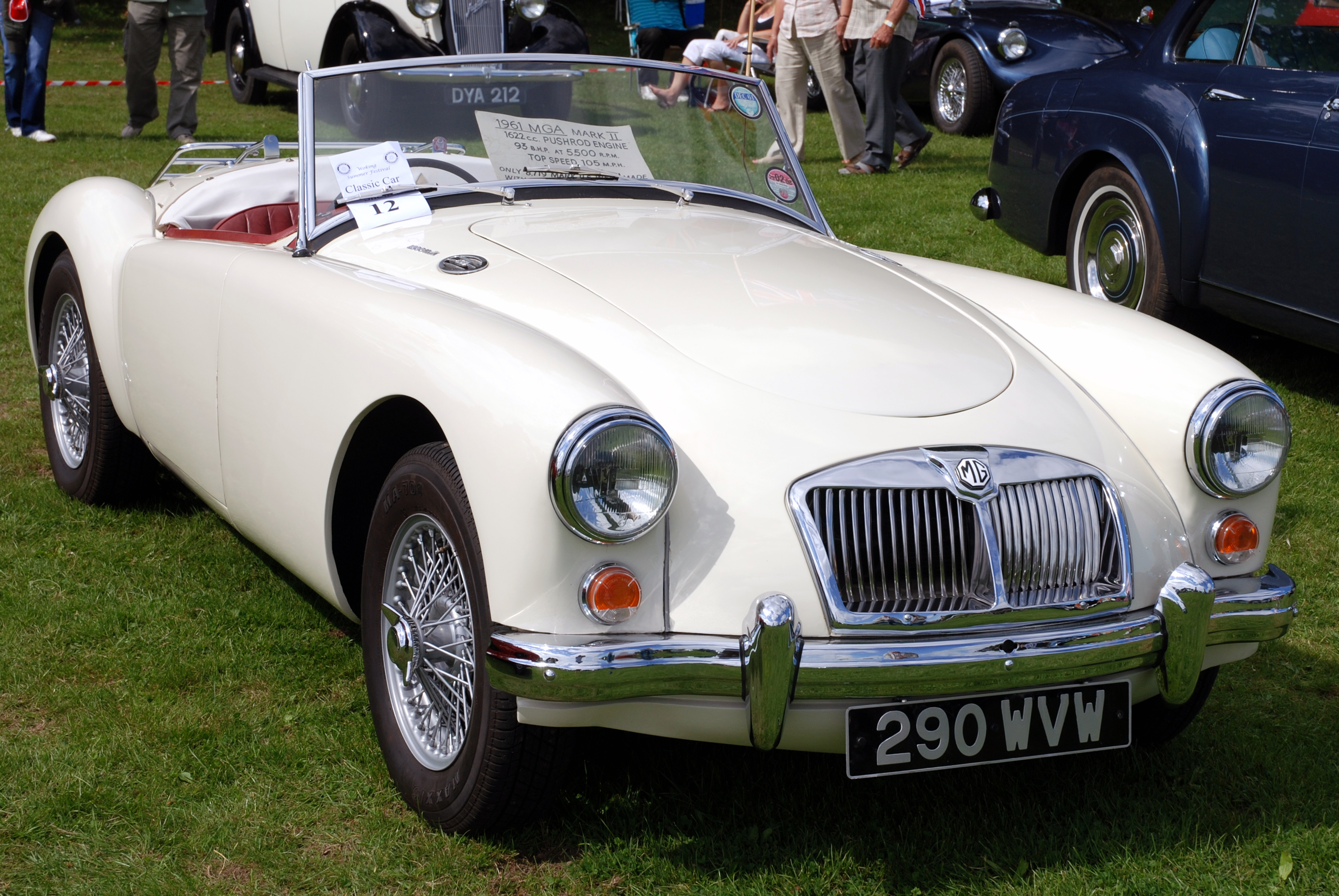
Una MGA 1600 Mark II del 1961, si noti la nuova griglia con lo "scalino"

Su questa versione cambiarono alcuni dettagli estetici che fecero perdere un po' di fascino alla vettura e ne appesantirono la linea. Infatti gli elementi della calandra anteriore cromata, che prima seguivano il profilo del frontale della vettura, ora erano invece verticali, creando un effetto che fu definito "a scalino" e dietro venne installata una nuova fanaleria orizzontale e non più verticale che seguiva la curva del parafango. All'interno vennero installati i punti di attacco per le cinture di sicurezza e il cruscotto venne rifinito in vinile. Furono prodotte 8.198 unità nella versione roadster e 521 unità nella versione coupé. Furono prodotte anche 290 versioni roadster De Luxe Mark II e 23 versioni coupé De Luxe Mark II.
Nel mese di luglio 1962 è stata sostituita dalla MG B. In questo periodo la BMC ha venduto 101.081 MGA di tutte le varianti, la stragrande maggioranza delle quali sono state esportate, soprattutto negli USA; con sole 5.869 vetture vendute nel mercato interno, la MGA ha la più alta percentuale di esportazione di qualsiasi altra auto britannica.